# 지시 함수의 라플라시안

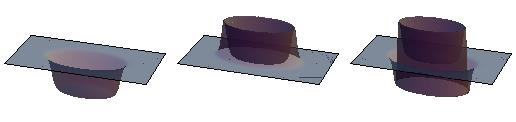
평면상 타원의 음의 지시 함수의 근사치(왼쪽), 경계에 수직인 방향의 미분(가운데), 그리고 그 라플라시안(오른쪽). 극한에서는 가장 오른쪽 그래프가 지시 함수의 (음의) 라플라시안으로 수렴한다. 순전히 직관적으로 말하면, 가장 오른쪽 그래프는 내부에는 성벽이 있고 그 앞에는 해자가 있는 타원형 성과 유사하다. 극한에서는 성벽과 해자가 무한히 높고 깊게(그리고 좁게) 된다.

퍼텐셜 이론 (수학의 한 분야)에서 지시 함수의 라플라시안(영어: Laplacian of the indicator)은 어떤 영역 D의 지시 함수에 라플라스 연산자를 적용하여 얻어진다. 이는 디랙 델타 함수의 미분 (또는 "프라임 함수")을 고차원으로 일반화한 것으로, D의 표면에서만 0이 아니다. 이는 표면 델타 함수의 미분인 표면 델타 프라임 함수 (디랙 델타의 일반화)로 볼 수 있다. 지시 함수의 라플라시안은 또한 1차원에서의 단위 계단 함수의 이계도함수와 유사하다.
지시 함수의 라플라시안은 영역 D의 경계에 매우 가깝게 평가될 때 무한히 양수 및 음수 값을 가질 수 있다고 생각할 수 있다. 따라서 엄격하게 함수라기보다는 일반화된 함수 또는 측도이다. 1차원에서의 디랙 델타 함수의 미분과 마찬가지로, 지시 함수의 라플라시안은 적분 기호 아래에 나타날 때만 수학적 객체로서 의미가 있다. 즉, 분포 함수이다. 분포 이론의 공식화에서와 같이, 실제로는 매끄러운 함수열의 극한으로 간주된다. 정의상 매끄러운 범프 함수의 라플라시안을 의미 있게 취할 수 있으며, 범프 함수를 극한에서 지시 함수에 접근시킬 수 있다.

## 역사
폴 디랙은 1930년에 이미 알려진 디랙 δ-함수를 도입했다. 1차원 디랙 δ-함수는 한 점(point)에서만 0이 아니다. 마찬가지로, 일반적으로 만들어지는 다차원 일반화도 한 점(point)에서만 0이 아니다. 데카르트 좌표계에서 d차원 디랙 δ-함수는 d개의 1차원 δ-함수의 곱이다. 각 데카르트 좌표마다 하나씩이다(예: 디랙 델타 함수의 일반화 참조).

## 표면 델타 함수
디랙 델타의 일반화는 한 점을 넘어 가능하다. 1차원에서 점 0은 양의 반직선의 경계로 간주될 수 있다. 함수 1x>0은 양의 반직선에서 1이고 그렇지 않으면 0이며, 단위 계단 함수로도 알려져 있다. 공식적으로, 디랙 δ-함수와 그 미분은 단위 계단 함수의 첫 번째 및 두 번째 미분, 즉 ∂x1x>0과 {\displaystyle \partial _{x}^{2}\mathbf {1} _{x>0}}으로 볼 수 있다.
고차원에서의 계단 함수의 아날로그는 지시 함수이며, 이는 D가 어떤 영역일 때 1x∈D로 쓸 수 있다. 지시 함수는 특성 함수로도 알려져 있다. 1차원 경우와 유사하게, 디랙 δ-함수와 그 미분의 다음과 같은 고차원 일반화가 제안되었다.
{\displaystyle {\begin{aligned}\delta (x)&\to -n_{x}\cdot \nabla _{x}\mathbf {1} _{x\in D},\\\delta '(x)&\to \nabla _{x}^{2}\mathbf {1} _{x\in D}.\end{aligned}}}
여기서 n은 바깥쪽 법선 벡터이다. 여기서 디랙 δ-함수는 d ≥ 1 차원의 어떤 영역 D의 경계에서 표면 델타 함수로 일반화된다. 이 정의는 영역이 양의 반직선으로 취해질 때 일반적인 1차원 경우를 제공한다. 이는 영역 D의 경계에서만 0이 아니며(여기서 무한대), 아래 참조에서와 같이 D를 둘러싸는 총 겉넓이로 적분된다.

## 표면 델타 프라임 함수
1차원 디랙 델타 프라임 함수는 d ≥ 1 차원의 어떤 영역 D의 경계에 대한 다차원 표면 델타 프라임 함수로 일반화된다. 1차원에서 D를 양의 반직선으로 취하면 일반적인 1차원 δ'-함수를 복구할 수 있다.
지시 함수의 법선 미분과 지시 함수의 라플라시안은 모두 점이 아닌 표면으로 지지된다. 이 일반화는 양자 역학과 같은 분야에서 유용하다. 표면 상호작용은 d > 1에서 경계 조건을 유발할 수 있지만, 점 상호작용은 그렇지 않다. 당연히, d=1일 때는 점 상호작용과 표면 상호작용이 일치한다. 표면 상호작용과 점 상호작용 모두 양자 역학에서 오랜 역사를 가지고 있으며, 소위 표면 델타 포텐셜 또는 델타-구 상호작용에 대한 상당한 문헌이 존재한다. 표면 델타 함수는 1차원 디랙 δ-함수를 사용하지만, 구의 반지름이 R일 때 δ(r−R)과 같이 반지름 좌표 r의 함수로 사용한다.
겉으로 보기에 잘 정의되지 않은 것처럼 보이지만, 지시 함수의 미분은 분포 이론 또는 일반화된 함수를 사용하여 형식적으로 정의할 수 있다. 예를 들어, 지시 함수의 라플라시안은 적분 기호 아래에 나타날 때 두 번의 부분 적분으로 정의된다고 가정함으로써 잘 정의된 처방을 얻을 수 있다. 또는 지시 함수(및 그 미분)는 범프 함수 (및 그 미분)를 사용하여 근사할 수 있다. (매끄러운) 범프 함수가 지시 함수에 접근하는 극한은 적분 바깥에 놓아야 한다.

## 증명

### 표면 델타 프라임 함수의 증명
이 절에서는 지시 함수의 라플라시안이 표면 델타 프라임 함수임을 증명한다. 표면 델타 함수는 아래에서 고려될 것이다.
먼저, 구간 (a,b)에 있는 함수 f에 대해 미적분학의 기본 정리를 상기한다.
{\displaystyle \int _{a}^{b}{\frac {\partial f(x)}{\partial x}}\,dx={\underset {x\nearrow b}{\lim }}f(x)-{\underset {x\searrow a}{\lim }}f(x),}
f가 국소 적분 가능하다고 가정한다. 이제 a < b에 대해 다음이 직관적으로 따라온다.
{\displaystyle {\begin{aligned}\int _{-\infty }^{+\infty }{\frac {\partial ^{2}\mathbf {1} _{a<x<b}}{\partial x^{2}}}\,f(x)\;dx&=\int _{-\infty }^{+\infty }\mathbf {1} _{a<x<b}{\frac {\partial ^{2}f(x)}{\partial x^{2}}}\;dx,\\&=\displaystyle \int _{a}^{b}{\frac {\partial ^{2}f(x)}{\partial x^{2}}}\;dx,\\&=\displaystyle {\Big (}{\underset {x\nearrow b}{\lim }}-{\underset {x\searrow a}{\lim }}{\Big )}{\frac {\partial f(x)}{\partial x}}.\end{aligned}}}
여기서 1a<x<b는 영역 a < x < b의 지시 함수이다. 지시 함수는 해당 조건이 충족될 때 1이고, 그렇지 않으면 0이다. 이 계산에서 두 번의 부분 적분 (위에서 보인 미적분학의 기본 정리와 결합됨)은 첫 번째 등식이 성립함을 보여준다. 경계 항은 a와 b가 유한하거나 f가 무한대에서 사라질 때 0이다. 마지막 등식은 바깥쪽 법선 미분의 합을 보여주며, 합은 경계점 a와 b에 대한 것이고, 부호는 바깥쪽 방향(즉, b에 대해 양수, a에 대해 음수)을 따른다. 지시 함수의 미분은 형식적으로 존재하지 않지만, 부분 적분의 일반적인 규칙을 따르면 '올바른' 결과가 나온다. 유한한 d차원 영역 D를 고려할 때, 바깥쪽 법선 미분의 합은 적분으로 나타날 것으로 예상되며, 이는 다음과 같이 확인할 수 있다.
{\displaystyle {\begin{aligned}\int _{\mathbf {R} ^{d}}\nabla _{x}^{2}\mathbf {1} _{x\in D}\,f(x)\;dx&=\int _{\mathbf {R} ^{d}}\mathbf {1} _{x\in D}\,\nabla _{x}^{2}f(x)\;dx,\\&=\int _{D}\,\nabla _{x}^{2}f(x)\;dx,\\&=\oint _{\partial D}\,{\underset {x\to \beta }{\lim }}n_{\beta }\cdot \nabla _{x}f(x)\;d\beta .\end{aligned}}}
여기서 극한은 x가 D 영역 내부에서 표면 β에 접근하는 것이며, nβ는 표면 β에 법선인 단위 벡터이고, ∇x는 이제 다차원 기울기 연산자이다. 이전과 같이, 첫 번째 등식은 두 번의 부분 적분(그린의 두 번째 항등식에 의해 고차원에서 진행됨)에 의해 성립하며, D 영역이 유한하거나 f가 무한대에서 사라질 경우 경계 항은 사라진다. 예를 들어, D 영역이 유한할 때 1x∈D와 ∇x1x∈D는 모두 Rd의 '경계'에서 평가될 때 0이다. 세 번째 등식은 발산 정리에 의해 성립하며, 다시 모든 경계 위치에 대한 바깥쪽 법선 미분의 합(또는 이 경우 적분)을 보여준다. 발산 정리는 조각별 매끄러운 영역 D에 유효하므로 D는 조각별 매끄러워야 한다.
따라서 표면 델타 프라임 함수(일명 디랙 δ'-함수)는 조각별 매끄러운 표면에 존재하며, 그 조각별 매끄러운 표면에 둘러싸인 영역 D의 지시 함수의 라플라시안과 동일하다. 당연히, 1차원에서는 점과 표면의 차이가 사라진다.
정전기학에서 표면 쌍극자(또는 이중층 퍼텐셜)는 지시 함수의 라플라시안의 극한 분포로 모델링할 수 있다.
위 계산은 양자 물리학의 경로 적분에 대한 연구에서 파생되었다.

### 표면 델타 함수의 증명
이 절에서는 지시 함수의 (내부) 법선 미분이 표면 델타 함수임을 증명할 것이다.
유한 영역 D의 경우 또는 f가 무한대에서 사라질 때, 발산 정리에 의해 다음이 성립한다.
{\displaystyle \int _{\mathbf {R} ^{d}}\nabla _{x}^{2}\left(\mathbf {1} _{x\in D}\,f(x)\right)\;dx=0.}
곱 규칙에 의해 다음이 성립한다.
{\displaystyle \int _{\mathbf {R} ^{d}}\,\nabla _{x}^{2}\mathbf {1} _{x\in D}\,f(x)\;dx+\int _{\mathbf {R} ^{d}}\mathbf {1} _{x\in D}\,\nabla _{x}^{2}f(x)\;dx=-2\int _{\mathbf {R} ^{d}}\nabla _{x}\mathbf {1} _{x\in D}\cdot \nabla _{x}f(x)\;dx.}
위 절의 분석에 따르면, 왼쪽 항의 두 항은 같으므로 다음이 성립한다.
{\displaystyle \oint _{\partial D}\,{\underset {\alpha \to \beta }{\lim }}n_{\beta }\cdot \nabla _{\alpha }f(\alpha )\;d\beta =-\displaystyle \int _{\mathbf {R} ^{d}}\nabla _{x}\mathbf {1} _{x\in D}\cdot \nabla _{x}f(x)\;dx.}
지시 함수의 기울기는 D의 경계 근처를 제외하고는 모든 곳에서 사라지며, 경계 근처에서는 법선 방향을 가리킨다. 따라서 ∇xf(x)의 법선 방향 성분만이 관련이 있다. 경계 근처에서 ∇xf(x)가 nxg(x)와 같다고 가정하면, 여기서 g는 어떤 다른 함수이다. 그러면 다음이 성립한다.
{\displaystyle \oint _{\partial D}\,g(\beta )\;d\beta =-\int _{\mathbf {R} ^{d}}\,\nabla _{x}\mathbf {1} _{x\in D}\,\cdot \,n_{x}\,g(x)\;dx.}
바깥쪽 법선 nx는 원래 표면의 x에 대해서만 정의되었지만, 모든 x에 대해 존재하도록 정의할 수 있다. 예를 들어, x에 가장 가까운 경계점의 바깥쪽 법선을 취함으로써.
앞선 분석은 −nx ⋅ ∇x1x∈D를 1차원 디랙 델타 함수의 표면 일반화로 간주할 수 있음을 보여준다. 함수 g를 1로 설정하면, 지시 함수의 안쪽 법선 미분이 D의 겉넓이로 적분된다는 것을 알 수 있다.
정전기학에서 표면 전하 밀도(또는 단일 경계층)는 위에서 설명한 표면 델타 함수를 사용하여 모델링할 수 있다. 일반적인 디랙 델타 함수는 어떤 경우에 사용될 수 있다. 예를 들어, 표면이 구형일 때. 일반적으로 여기서 논의된 표면 델타 함수는 어떤 형태의 표면에서도 표면 전하 밀도를 나타내는 데 사용될 수 있다.
위 계산은 양자 물리학의 경로 적분에 대한 연구에서 파생되었다.

## 범프 함수에 의한 근사
이 절에서는 적분 기호 아래에서 지시 함수의 미분을 수치적으로 처리하는 방법을 보여준다.
원칙적으로 지시 함수는 그 미분이 0이거나 무한대이므로 수치적으로 미분할 수 없다. 그러나 실제적인 목적을 위해 지시 함수는 범프 함수 Iε(x)로 근사될 수 있으며, 이는 ε → 0일 때 지시 함수에 접근한다. 여러 옵션이 가능하지만, 범프 함수를 음수가 아니도록 하고 아래에서 지시 함수에 접근하도록 하는 것이 편리하다. 즉,
{\displaystyle {\begin{aligned}0\leq I_{\varepsilon }(x)&\leq \mathbf {1} _{{x}\in D}\quad \forall \varepsilon >0\\{\underset {\varepsilon \searrow 0}{\lim }}\;I_{\varepsilon }(x)&=\mathbf {1} _{x\in D}\end{aligned}}}
이는 범프 함수 계열이 D 외부에서 항상 0임을 보장한다. 이는 함수 f가 D 내부에서만 정의될 수 있으므로 편리하다. D에서 정의된 f에 대해 다음을 얻는다.
{\displaystyle {\begin{aligned}-{\underset {\varepsilon \searrow 0}{\lim }}\int _{\mathbf {R} ^{d}}\,f(x)\,n_{x}\cdot \nabla _{x}I_{\varepsilon }(x)\;dx&=\oint _{\partial D}\,{\underset {\alpha \to \beta }{\lim }}f(\alpha )\;d\beta ,\\{\underset {\varepsilon \searrow 0}{\lim }}\,\int _{\mathbf {R} ^{d}}\nabla _{x}^{2}I_{\varepsilon }(x)\,f(x)\;dx&=\oint _{\partial D}\,{\underset {\alpha \to \beta }{\lim }}n_{\beta }\cdot \nabla _{\alpha }f(\alpha )\;d\beta ,\end{aligned}}}
여기서 내부 좌표 α는 D 내부에서 경계 좌표 β에 접근하며, f가 D 외부에서 존재할 필요는 없다.
f가 경계의 양쪽에서 정의되고, 게다가 D의 경계를 가로질러 미분 가능할 경우, 범프 함수가 지시 함수에 접근하는 방식은 덜 중요해진다.

## 불연속 테스트 함수
테스트 함수 f가 경계를 가로질러 불연속일 수 있다면, 불연속 함수에 대한 분포 이론을 사용하여 표면 분포를 이해할 수 있다. 예를 들어, 다음 문헌의 V절을 참조하라. 실제로 표면 델타 함수의 경우, 이는 일반적으로 경계에서 적분하기 전에 D의 경계 양쪽에서 f의 값을 평균화하는 것을 의미한다. 마찬가지로, 표면 델타 프라임 함수의 경우, 이는 일반적으로 경계에서 적분하기 전에 D 영역의 경계 양쪽에서 f의 바깥쪽 법선 미분을 평균화하는 것을 의미한다.

## 응용

### 양자역학
양자역학에서 점 상호작용은 잘 알려져 있으며, 이 주제에 대한 방대한 문헌이 존재한다. 1차원 특이 포텐셜의 잘 알려진 예는 디랙 델타 포텐셜을 갖는 슈뢰딩거 방정식이다. 반면 1차원 디랙 델타 프라임 포텐셜은 논란을 야기했다. 이 논란은 독립적인 논문으로 해결된 것으로 보이지만, 이 논문조차 나중에 비판을 받았다.
최근 1차원 디랙 델타 프라임 포텐셜에 대한 관심이 훨씬 더 집중되었다.
1차원 선상의 한 점은 점이자 표면으로 간주될 수 있다. 점은 두 영역 사이의 경계를 나타내기 때문이다. 따라서 디랙 델타 함수의 고차원 일반화는 두 가지로 이루어졌다. 다차원 점으로의 일반화와 다차원 표면으로의 일반화이다.
전자는 점 상호작용으로 알려져 있지만, 후자는 "델타-구 상호작용" 및 "표면 델타 상호작용"과 같은 여러 이름으로 알려져 있다. 후자의 일반화는 여기서 설명된 지시 함수의 미분을 사용하거나, 반지름 좌표 r의 함수로서 1차원 디랙 δ-함수를 사용할 수 있다.

### 유체역학
지시 함수의 라플라시안은 유체역학에서 다양한 매체 간의 계면을 모델링하는 데 사용되었다.

### 표면 재구성
지시 함수의 발산과 지시 함수의 라플라시안(또는 지시 함수가 알려진 특성 함수의 라플라시안)은 표면을 재구성할 수 있는 샘플 정보로 사용되어 왔다.

## 같이 보기
- 델타 퍼텐셜
- 디랙 델타 함수
- 분포 (해석학)
- 이중층 퍼텐셜
- 정전기학
- 일반화된 함수
- 지시 함수
- 퍼텐셜 이론